# Ослепительный цвет будущего
«Ослепительный цвет будущего» (англ. The Astonishing Color of After) — young adult-фентези роман американской писательницы Эмили С. Р. Пэн, который вышел в издательстве Little, Brown and Company 20 марта 2018 года. Роман затрагивает темы самоубийства и психического здоровья через историю школьницы Ли, родившейся в этнически смешанной семье (мать — тайванька, а отец — белый американец).
Мать Ли совершила самоубийство и, по мнению подростка, после этого превратилась в красную птицу. Ли следует за птицей на Тайвань, родину матери, где она впервые встречается с бабушкой и дедушкой и пытается понять, что хочет сказать ей птица, ведь надо успеть до окончания традиционного фестиваля духов. На протяжении всей истории Ли использует цвета для описания своих эмоций и рисует, чтобы справиться с горем. В то же время, у Ли есть конфликт с отцом, который не верит, что у неё получается справиться с горем утраты и что ей следует направить свою жизнь на что-то более практичное, чем занятия искусством.
Азиатско-американская культурная репрезентация романа и затрагивание таких тем, как психическое здоровье и подростковое самоубийство, вызвал интерес у литературных критиков и способствовал дискуссии о педагогической ценности романа.
Журнал «Time» включил роман в список «100 лучших YA-книг всех времен».

## Сюжет
Роман начинается с новости о самоубийстве Дори, матери Ли Сэндэрс, и обнаружения предсмертной записки с перечеркнутой фразой «Я хочу, чтобы вы помнили». Вскоре является красная птица, в которой Ли узнает свою мать. Ли переживает травму из-за случившихся событий, испытывает отстраненность, замкнутость и не может довериться своему лучшему другу Акселю. Ли винит себя в том, что их отношения осложнились, потому что в день гибели матери у них был первый поцелуй. Ли увлекается рисованием используя только карандаши и уголь, отказываясь добавлять цвета в свои работы.
Брайн, отец Ли, отказывается верить в мистическое перерождение Дори в красную птицу, даже после того, как он увидел её собственными глазами он это не принял. Через некоторое время, Ли обнаруживает посылку на пороге их дома, которую принесла птица сообщив, что это от бабушки и дедушки и просит её взять с собой в поездку когда к ним отправится. После этих событий, Брайн покупает билеты на Тайвань, чтобы отвезти Ли на родину её матери — к её родителям. После знакомства с ними, Ли узнает, что родители Дори сожгли коробку, которую ей принесла птица. По приезде отец Ли ссорится с родителями Дори и уезжает в Гонконг, оставляя Ли наедине с её бабушкой и дедушкой. Конфликт с родителями и отстранение от них привели к тому, что Дори не обучила Ли мандаринскому языку и не рассказывала о своем прошлом, что привело к возникновению трудностей в общении и понимании между Ли и родителями Дори.
Ли знакомится близким другом семьи — Фэн, которая хорошо говорит на английском языке. В попытках встретить реинкарнацию своей матери, Ли начинает жечь благовония или другие предметы связанные с её матерью потому, что в дыму от них скрываются воспоминания о прошлом, рассказывающие историю Дори и её семьи. Иногда она вспоминает Акселя, школьные моменты с ним и пытается разобраться в своих чувствах и переживаниях по отношению к нему.
В поисках красной птицы, Ли, её бабушка и Фэн посещают любимые места Дори. Под грузом навалившихся проблем и от нежелания принимать помощь от Фэн, Ли срывается и кричит ей, чтобы она ушла, но, понимает, что была не права и находит её для извинений. Она узнает о Джинглин, сестре её матери, которая умерла ещё до рождения Ли. В видениях Ли узнает о близости сестёр и что благодаря своей сестре Дори решилась нарушить традиции и запрет родителей, уехав в Америку и связав свою жизнь с Брайаном, представителем другой культуры. Разбираясь в запутанном прошлом, Ли так же переосмысливает свои отношения с Акселем.
Ли догадывается, что на самом деле Фэн это призрак Джинглин, пришедший ей на помощь во время фестиваля духов. Семейным кругом они развеивают прах Дори и Джинглин. Вернувшись в Америку, Ли узнает, что Аксель завершил ремонт в её комнате и что её утвердили участником для выставки в Германии. Отец выражает поддержку Ли и говорит что он поедет вместе с ней. Ли и Аксель разбираются в своих чувствах и понимают, что их дружба переросла в любовь. Разобравшись в себе и с проблемами, Ли на основе всех воспоминаний начинает создавать финальную картину для выставки, уже в цвете.

## Предпосылки
Эмили С. Р. Пэн выросла в штате Иллинойс в тайвано-американской семье и тесно сотрудничала с родственниками с Тайваня при написания романа. Хоть роман и не является полностью автобиографическим, но некоторые моменты повествования пересекаются с жизнью Эмили - она была единственным ребенком в семье профессора и учительницы фортепьяно, как и главная героиня романа, Ли.
В интервью Пэн подробно рассказывала, что вдохновлялась историей жизни своей бабушки при написании истории Дори, матери Ли. В интервью для School Library Journal Эмили рассказала, что она сама потеряла члена семьи в результате самоубийства столкнулась из-за этого с депрессией.

## Темы романа

### Психическое здоровье, самоубийство, горе
Booklist в своей рецензии отметили точность описаний психических заболеваний, как Ли открывает много душераздирающих моментов из жизни матери, но эти моменты никогда не используются для объяснения самоубийства, скорее как результат её борьбы с тяжелой депрессией.
Книжный блог «The Quiet Pond» анализировал мистические образы Пэн, проводя параллели между борьбой с горем Ли и отчаянными поисками красной птицы.
В своей рецензии The Harvard Crimson обратили внимание на точность описания депрессии  и описание состояния Дори ясно даёт понять, что она страдает неизлечимой болезнью.

### Семейные отношения
«The Quiet Pond» отметили, что сказочные видения и сны Ли раскрывают кризис прошлого её семьи, объясняют почему её мать порвала связи со своими родителями и о возникшем конфликте в принятии её отца..
В обзоре от «Rich in Color» говорят, что Ли старается найти смысл в отношениях, как способе справиться с её утратой: «Ли потеряла мать, её отец замкнулся и ушел в себя, а отношения с Акселем испортились, поэтому так важны новые взаимоотношения с бабушкой и дедушкой и поиски птицы. Ли чувствует себя потерянной и одинокой, но знакомство с семьёй матери и поиск ответов помогает Ли пережить горе и учит её любви».

### Межэтническая идентичность и принадлежность
Лидия Тьюксбери в своей рецензии отмечает двоякость этнической идентичности Ли — в Америке, сверстники часто называют её «экзотичной», но на Тайване она так же выделяется среди населения — люди показывают на неё пальцем и шепчут «ханкси», что означает человека произошедшего от межэтнического союза. Двоякости в чувстве принадлежности способствует важность знания языка, когда у Ли возникает языковой барьер с её бабушкой и дедушкой вызывающий отчуждение, изоляцию и одиночество.
«The Quiet Pond» отмечает, что повествование романа, как в настоящем, так и в прошлом, противопоставляет социально-эмоциональный ландшафт самовосприятия Ли и развивает тему межэтнической идентичности и принадлежности.

## Педагогическая ценность
Специалисты в области педагогики, Лори Шарп и Робин Джонсон, называют роман «Ослепительный цвет будущего» произведением, которое стоит включить в школьную программу для разнообразия спектра детской литературы и развития культурно-релевантной педагогики. Они цитируют высказывание Глории Ладсон-Биллингс о культурно-релевантной педагогике, как «дать возможность учащимся изучать общество, в котором они живут, с критикой и заниматься социальными изменениями». Произведения наподобии романа Пэн должны оцениваться по достоинству за то, что демонстрируют культурно-исторический опыт мало представленных групп населения и изучение таких произведений в школе поможет учащимся «преодолеть культурное неравенство».
Педагоги и учёные Фенис Б. Бойд, Лорен Л. Коузи и Ли Гальда отметили ценность литературных произведений повествующих о культурном многообразии, способных побудить учеников анализировать культурные нюансы и несправедливость в литературных произведениях, описывающих сюжеты не отражающие нормы белого европоцентризма. Изучение подобной литературы в школе поможет сформировать более четкое представление о существовании разнообразного населения с иным образом жизни, убеждениями и культурой.
Мишель Фалькофф, на примере романа Эмили Пэн, исследует плюсы и минусы изучаемых книг в школьной программе, затрагивающие тему самоубийства, отмечая опасность двусмысленного описания, прочитанного без критического разбора. Фалькофф отмечает, что романы, затрагивающие такую сложную тему, нуждаются в наставничестве, поскольку, хотя они и могут дать учащимся ценную информацию, помогающую им обрести сознательность и сострадание, они так же могут вызвать нездоровую одержимость самоубийством. Она делает вывод, что мнение преподавателей имеет жизненно важное значение для критического анализа и направления своих учеников через романы на тему самоубийств, на развитие сочувствия и осознанности.

## Критика и награды
Роман вошел в список бестселлеров по версии «New York Times» и «IndieBound».
Журнал «TIME» включил роман в список «100 лучших YA-книг всех времен». Интернет-журналы Bustle и Paste включили книгу в список лучших young adult-произведения за 2018 году.
Книга получила множество положительных отзывов — The New York Times Book Review, Bustle, и Kirkus Reviews, а обзоры от Booklist и Publishers Weekly ещё и избранными.
Мэг Медина в своей рецензии для The New York Times назвала книгу «лиричной и волнующей».
В 2018 году роман был отмечен редакторами Booklist в категории книги для молодежи (англ. Books for Youth).
В 2019 году книгу включили в список Американской библиотечной ассоциации — «Выдающиеся книги для студентов: искусство и гуманитарные науки» (англ. Outstanding Books for the College Bound: Arts & Humanities).
В 2019 году книгу отметили премиями APAAL и Уолтера Дина Майерса.
Ассоциация библиотечных служб для молодежи включила книгу в список удивительных аудиокниг для молодежи